# Jesús Villalobos (futbolista)
Jesús Robinson Villalobos Bascuñan (n. Talca, Chile, 17 de marzo de 1993) es un futbolista chileno que juega como defensa en Malleco Unido de la Segunda División Profesional de Chile

## Trayectoria
Se inició en las divisiones inferiores de Rangers de Talca a los 12 años. En ese equipo, gracias a sus buenas actuaciones, es fichado por Universidad Católica en 2008, a sus 15 años.

## Clubes
| Club                 | País     | Año        |
| -------------------- | -------- | ---------- |
| Universidad Católica | Chile    | 2012       |
| San Antonio Unido    | Chile    | 2013-2014  |
| Rangers              | Chile    | 2014-2015  |
| Deportes Santa Cruz  | Chile    | 2015-2016  |
| Rangers              | Chile    | 2016-2017  |
| San Antonio Unido    | Chile    | 2017       |
| FK Utenis Utena      | Lituania | 2017-2018  |
| Malleco Unido        | Chile    | 2018-2022. |

- Datos: Q5930766